# Monometalism
Monometalismul este un sistem monetar care nu recunoaște decât o singură monedă legală. 
Din punct de vedere istoric, monometalismul se opunea bimetalismului, care garanta legalitatea a două metale, în ocurență aurul și argintul. Etalonul aur a înlocuit bimetalismul aur-argint, conformându-se legii lui Gresham.
China a cunoscut timp îndelungat un monometalism, în care cuprul a jucat rolul de metal de referință.